# 森昭夫 (経営学者)
森 昭夫（もり あきお、1928年7月20日 - ）は、日本の経営学者。神戸大学名誉教授。元日本経営財務研究学会会長。元日本経営学会理事長。元日本学術会議会員。

## 人物・経歴
東京生まれ。1941年中野区立野方第四小学校卒業。1945年東京都立第四中学校（現東京都立西高等学校）卒業。同年陸軍予科士官学校卒業。1948年高松経済専門学校（現香川大学経済学部）卒業。1951年神戸経済大学（現神戸大学）卒業。平井泰太郎門下。同年神戸大学経営学部助手。1954年神戸大学経営学部講師。1958年神戸大学経営学部助教授。1965年神戸大学経営学博士。1973年神戸大学評議員。1974年神戸大学経営学部長事務代理。1981年神戸大学附属図書館長、神戸大学評議員。1982年神戸大学経営学部教授。1984年神戸大学経営学部長。1986年ボン大学客員教授。1992年定年退官、神戸大学名誉教授、姫路獨協大学経済情報学部教授。また、1994年から日本学術会議会員を、1995年から日本経営学会理事長を務めたほか、金沢学院大学経営情報学部教授を務めた。2007年瑞宝中綬章受章。指導学生に生駒道弘和歌山大学名誉教授、山地秀俊神戸大学元教授、榊原茂樹神戸大学名誉教授など。

## 著書
- 『企業自己金融論』千倉書房 1963年

### 共編著
- 『経営財務』有斐閣 後藤幸男共編 1972年
- 『最適経営財務』 有斐閣 1978年
- 『財務管理の基礎理論』市村昭三共編 同文館出版 1986年
- 『経営財務と会計の諸問題』編著 神戸大学経済経営研究所 1992年
- 『構造変換期の企業財務』赤石雅弘共編 千倉書房 1998年

### 翻訳
- R.A.ゴードン『ビズネス・リーダーシップ アメリカ大会社の生態』平井泰太郎共訳 東洋経済新報社 1954年
- エーリッヒ・グーテンベルク『経営経済学原理 第3巻 (財務論)』溝口一雄,小野二郎共訳 千倉書房 1977年
- K.ブロックホッフ『研究開発の経営戦略』栗山盛彦共監訳 千倉書房 1994年